# SCHOOL GIRL DISTORTIONAL ADDICT
『SCHOOL GIRL DISTORTIONAL ADDICT』（スクール ガール ディストーショナル アディクト）は、日本のロックバンドナンバーガールが1999年にリリースしたメジャー1枚目の（通算2枚目）オリジナル・アルバム。2020年3月現在、CD3種、LP2種の計5回リリース、再リリースされている。

## 解説
前作『SCHOOL GIRL BYE BYE』がナンバーガールの1枚目のオリジナル・アルバムとなるが、本作はナンバーガール東芝EMI契約後初のアルバムとなり「メジャー1stアルバム」（TOCT-24157）である。
2011年10月26日に「EMI ROCKS "The First″シリーズ」の第1弾で『SCHOOL GIRL DISTORTIONAL ADDICT -EMI ROCKS The First-』として再発売（TOCT-11310）。
また2014年5月21日には、ナンバーガールデビュー15周年を記念し、本アルバムのリマスター音源に加え、これまで未発表であった1999年8月11日に下北沢CLUB Queで行われたライヴの音源が付属する『School Girl Distortional Addict 15th Anniversary Edition』がSHM−CD規格で発売（UPCY-6824）。
LP版（A/B面各5曲）には2種類あり、2016年1月29日発売のJSLP-046:LP（UNIVERSAL MUSIC/JET SET ）はリマスター音源により、2019年8月7日発売のUPJY-9079:LP（UNIVERSAL MUSIC ）はオリジナル・マスターからLP化したもの。 

## 収録曲
1. タッチ
2. PIXIE DU
3. 裸足の季節
4. YOUNG GIRL SEVENTEEN SEXUALLY KNOWING
5. 桜のダンス
6. 日常に生きる少女
7. 狂って候
8. 透明少女
2ndシングル。
9. 転校生
10. EIGHT BEATER